# Keks (Band)
Keks war eine deutsche Rockgruppe. Sie wurde 1978 in Berlin gegründet und 1985 wegen mehrerer Ausreiseanträge und Unstimmigkeiten mit dem DDR-Kulturministerium verboten.

## Bandgeschichte
Die Band wurde im Mai 1978 in Berlin gegründet. Sie ging aus der gleichnamigen Amateurband hervor. Gründungsmitglieder waren:
- Michael Matthies (1954–2014, Gesang), ging zu Minitraum
- Gerd Wagner (Gitarre)
- Ralph Oelschlägel (* 1948, Keyboard), spielte später bei Part Zwo und den Smokings, der Begleitband von Petra Zieger
- Wolfram Schäfer (* 1952, Bass), ehemals Soft und Vulcan, ging ebenfalls zu den Smokings
- Ingo Politz (* 1959, Schlagzeug), später zu  Neumis Rock Circus und Datzu

Bandleader war der im Hintergrund agierende
- Detlev Moh, ein diplomierter Journalist und Sänger. In dieser Zeit entstanden unter anderem die erfolgreiche Diskonummer Count Down und der Titel Sie war gerade 16 Jahr. Ende 1979 verließen Wagner und Matthies die Gruppe. Den Gesangspart übernahm
- Ralf Bummi Bursy (1956–2022, Gesang, akustische Gitarre), der zuvor bei Regenbogen gespielt hatte und kurze Zeit später den Regenbogen-Gitarristen
- Detlef Brauer zu Keks holte. Bursy und Brauer waren für den neuen musikalischen Stil der Band verantwortlich. Davon zeugen ihre Kompositionen Warten in der Dunkelheit und Astrein. Im Herbst 1981 verließ Bursy die Band und ging zu Prinzip. 1982 wechselte Politz zu Neumis Rock Circus und Brauer zu Berluc. Dafür kamen:
- Sebastian Baur (* 1957, Gesang, Gitarre), der früher bei Monokel war und später zu MCB und danach zu Knorkator ging;
- Hans-Peter Krause (* 1955, Schlagzeug), kam von Mondie, vorher war er bei der Hansi Biebl Band und ging später zu NO 55, wurde aber schon kurze Zeit später durch
- Jörk Skaba (Schlagzeug), ehemals Gaukler Rock Band, abgelöst.

Von nun an spielte Keks mit zwei Gitarristen und beim DDR-Rundfunk wurden weitere, von Detlef Brauer komponierte Titel, produziert. Die Texte stammten von Ingeburg Branoner und Harry Balkow-Gölitzer. Mit Wir wollen rocken versuchte sich Sebastian Baur erstmals als Texter. Beim Interpretenwettbewerb kam es zu erheblicher Kritik an der musikalischen Ausrichtung. Daraufhin folgten mehrere Ausreiseanträge der Bandmitglieder, die 1985 zu einem Auftrittsverbot der Band führten.

## Diskografie

### Langspielplatte
- 1983 Keks (Amiga)

### Singles
- 1981 1000 Tage nach der Kindheit (Amiga)
- 1983 Henriette (Amiga)